# میک وادسورث
میک وادسورث (انگلیسی: Mick Wadsworth؛ زادهٔ ۳ نوامبر ۱۹۵۰) بازیکن فوتبال اهل بریتانیا است.
از باشگاه‌هایی که در آن بازی کرده‌است می‌توان به باشگاه فوتبال اسکانتورپ یونایتد اشاره کرد.